# Karang Anyar (Pegajahan)
Karang Anyar is een bestuurslaag in het regentschap Serdang Bedagai van de provincie Noord-Sumatra, Indonesië. Karang Anyar telt 2363 inwoners (volkstelling 2010).